# Psychotria ararum
Psychotria ararum är en måreväxtart som beskrevs av Charlotte M. Taylor. Psychotria ararum ingår i släktet Psychotria och familjen måreväxter. Inga underarter finns listade i Catalogue of Life.